# Brando Records
Brando Records ist ein US-amerikanisches Musiklabel mit Sitz in Austin/Texas. Bekannteste Bands, die bei dem Label unter Vertrag stehen beziehungsweise standen sind Blue October, Cobralush und Black and White Years.

## Vermarktung
Vermarktet werden die Bands durch Rainmaker Artists (Konzerte) und Rocket Science. Brando Records ist ein Sublabel von Adrenaline Music Group. Manager ist Mike Sinford. Marketing-Manager ist Paul Nugent.

## Veröffentlichungen (Auswahl)
- Blue October - History for Sale
- Blue October - Argue with a Tree…
- Blue October - Foiled
- The Black and White Years - Real! In Color!
- The Black and White Years - The Black and White Years
- The Black and White Years - Nursery Myths

Cobralush produziert erst 3 Songs

## Weitere Musiker
- Zayra Alvarez
- Greatness in Tragedy
- SouthFM
- Alligator Dave
- Evamore
- Slow Roosevelt
- Blue October
- Black and White Years
- Cobralush
- Bowling for Soup[1]
- Justin Furstenfeld